# Bleikja (Kvinnherad)
Ne doit pas être confondu avec Bleikja, Bleikja (Bjørnafjorden) ou Bleikja (Tysnes).
Bleikja, est une île dans le landskap Sunnhordland du comté de Vestland. Elle appartient administrativement à Kvinnherad.

## Géographie
Rocheuse et couverte d'arbres, à fleur d'eau, elle s'étend sur environ 74 m de longueur pour une largeur approximative de 48 m.